# Брезье
Брезье́ (фр. Bréziers, окс. Brezièrs) — коммуна во Франции, находится в регионе Прованс — Альпы — Лазурный Берег. Департамент коммуны — Верхние Альпы. Входит в состав кантона Шорж. Округ коммуны — Гап.
Код INSEE коммуны — 05022.

## Население
Население коммуны на 2008 год составляло 143 человека.
| 1962 | 1968 | 1975 | 1982 | 1990 | 1999 | 2008 |
| ---- | ---- | ---- | ---- | ---- | ---- | ---- |
| 198  | 225  | 182  | 156  | 128  | 124  | 143  |

## Экономика
В 2007 году среди 85 человек в трудоспособном возрасте (15—64 лет) 57 были экономически активными, 28 — неактивными (показатель активности — 67,1 %, в 1999 году было 57,9 %). Из 57 активных работали 55 человек (34 мужчины и 21 женщина), безработных было 2 (1 мужчина и 1 женщина). Среди 28 неактивных 3 человека были учениками или студентами, 17 — пенсионерами, 8 были неактивными по другим причинам.

## Достопримечательности
- Церковь Сен-Марселлин (XVII век)
- Многочисленные часовни